# Paxico (Kansas)
Paxico es una ciudad ubicada en el condado de Wabaunsee en el estado estadounidense de Kansas. En el año 2010 tenía una población de 221 habitantes y una densidad poblacional de 552,5 personas por km².

## Geografía
Paxico se encuentra ubicada en las coordenadas 39°4′5″N 96°10′4″O / 39.06806, -96.16778 (39.068122, -96.167685).

## Demografía
Según la Oficina del Censo en 2000 los ingresos medios por hogar en la localidad eran de $41,250 y los ingresos medios por familia eran $45,000. Los hombres tenían unos ingresos medios de $38,750 frente a los $26,250 para las mujeres. La renta per cápita para la localidad era de $14,274. Alrededor del 10.3% de la población estaban por debajo del umbral de pobreza.